# 378 (số)
378 (ba trăm bảy mươi tám) là một số tự nhiên ngay sau 377 và ngay trước 379.